# Eumerus niger
Eumerus niger är en tvåvingeart som beskrevs av Doesburg 1955. Eumerus niger ingår i släktet månblomflugor, och familjen blomflugor. Inga underarter finns listade i Catalogue of Life.